# Krajna vas
Krajna vas – wieś w Słowenii, w gminie Sežana. W 2018 roku liczyła 122 mieszkańców.